# AFC 토턴
AFC 토턴(영어: Amalgamated Football Club Totton)은 잉글랜드 햄프셔주 토턴에 위치한 축구단이다. 1886년에 토턴 FC(Totton Football Club)라는 명칭으로 창단되었으며, 서던 풋볼 리그에 참가하고 있다. 3,000명의 관중을 수용할 수 있는 테스트우드 스타디움에서 홈경기가 열린다.